# Madalagiri, Ron
Madalagiri là một làng thuộc tehsil Ron, huyện Gadag, bang Karnataka, Ấn Độ.